# 贾森·斯科特兰
積遜·奇雲·史葛蘭特（英語：Jason Kelvin Scotland，1979年2月18日—）出生於千里達及托巴哥西班牙港以東的摩雲（Morvant），是一名足球運動員，司職前鋒。

## 生平

### 球隊
2007年5月史雲斯宣佈以2.5萬英鎊成功羅致史葛蘭特，於7月4日獲得工作簽證後正式落實。8月11日首場披甲作客對即取得入球，整季在各項比賽合共射入29球，成為英甲神射手，兼協助球隊贏得聯賽冠軍升級到英冠，而他亦入選PFA英甲年度最佳陣容。2008年8月19日在季末約滿的史葛蘭特同意與史雲斯續「長約」，合約年期未有透露。
2009年3月2日史葛蘭特獲選為「2008年千里達及托巴哥足球先生」，同年2月史葛蘭特6戰射入5球，獲選為「2月份英冠最佳球員」。3月10日聯賽主場1-0擊敗，史葛蘭特於77分鐘射入十二碼，是他本季第21個入球，亦是加盟史雲斯以來第50個入球。
2009年7月9日史雲斯同意以200萬英鎊出售史葛蘭特到由前領隊馬天尼斯帶領的英超球會韋根，交易於7月15日史葛蘭特成功申領工作簽證後正式落實。惟在韋根的發展一直未如人意，上陣36場僅在聯賽及足總盃各入1球。
2010年8月23日史葛蘭特動筆簽約加盟英冠球會，轉會費金額沒有透露，合約為期兩年。翌日隨即在英格蘭聯賽盃第二圈作客對克魯於半場後補首次上陣；8月26日在聯賽回師主場迎戰，史葛蘭特正選上陣並射入加盟後首個入球。2012年4月3日史葛蘭特放棄合約列明的加薪權利爭取續約，終於7月6日獲提供一年新約。但自在11月上場後，僅獲1次後補上陣機會，在2013年1月21日與葉士域治同意提前解約。
2013年1月28日史葛蘭特以短約形式加盟另一支英冠球隊班士利，為期至球季結束。期間上陣20場射入6球，協助球隊成功保級，於2013年5月16日簽署一年新約。

### 國家隊
史葛蘭特被选入特立尼达和多巴哥队参加了2006年世界杯. 2008年10月8日在對多明尼加的友誼賽大演帽子戲法。
國際賽入球
| #  | 日期           | 球場                              | 對賽球隊 | 入球比數 | 最後賽果 | 競賽性質           |
| -- | -------------- | --------------------------------- | -------- | -------- | -------- | ------------------ |
| 1. | 2001年10月10日 | Hasely Crawford Stadium，西班牙港 | 格瑞那達 |          | 5-3      | 友誼賽             |
| 2. | 2003年1月29日  | Hasely Crawford Stadium，西班牙港 | 芬兰     | 1-0      | 1-2      | 友誼賽             |
| 3. | 2003年4月23日  | Stade Dillon，法兰西堡            | 馬提尼克 | 2-0      | 2-3      | 美洲金杯预选赛     |
| 4. | 2004年6月20日  | Manny Ramjohn Stadium，Marabella  |          | 1-0      | 4-0      | 2006年世界杯预选赛 |
| 5. | 2004年7月14日  | Sangam Stadium，首爾              |          |          | 1-1      | 友誼賽             |
| 6. | 2008年10月8日  | Hasely Crawford Stadium，西班牙港 |          | 1-0      | 9-0      | 友誼賽             |
| 7. | 2008年10月8日  | Hasely Crawford Stadium，西班牙港 |          | 2-0      | 9-0      | 友誼賽             |
| 8. | 2008年10月8日  | Hasely Crawford Stadium，西班牙港 |          | 3-0      | 9-0      | 友誼賽             |

## 榮譽
San Juan Jabloteh
- 千里達及托巴哥盃（1）：1998年；

Defence Force
- Trinidad and Tobago FCB Cup（1）：2002年；

登地聯
- 蘇格蘭盃亞軍（1）：2004/05年；

史雲斯
- 英格蘭甲級聯賽冠軍（1）：2007/08年；

個人
- 英格蘭甲級聯賽神射手：2007/08年；
- PFA英甲年度最佳陣容：2008年；
- PFA英冠年度最佳陣容：2009年；
- 千里達及托巴哥足球先生：2008年；
- 史雲斯年度最佳球員：2007/08年；
- 英甲每月最佳球員：2007年12月、2008年3月；
- 英冠每月最佳球員：2009年2月；

## 外部連結
- Official website profile
- 足球数据库：贾森·斯科特兰的球员统计数据
- Socawarriors profile （页面存档备份，存于）
- FIFA.com：FIFA Player Statistics （页面存档备份，存于）